# Milicja

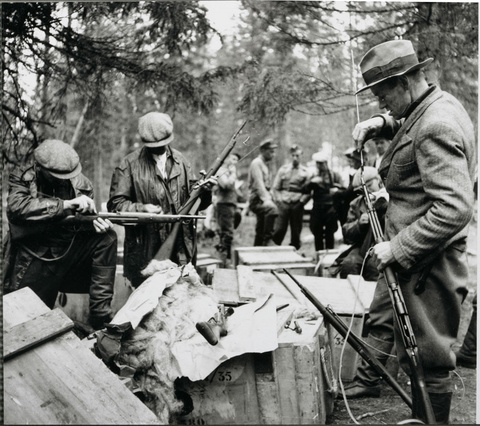
Fińska milicja w trakcie wojny kontynuacyjnej (1943)

Milicja (łac. militia) – oddziały zbrojne organizowane w zakresie lokalnym, formowane z cywilów posiadających przynajmniej minimalne przeszkolenie wojskowe i zazwyczaj własną broń. Formacje tego typu mobilizowane są doraźnie na wypadek wojny lub innego zagrożenia.

## Historia

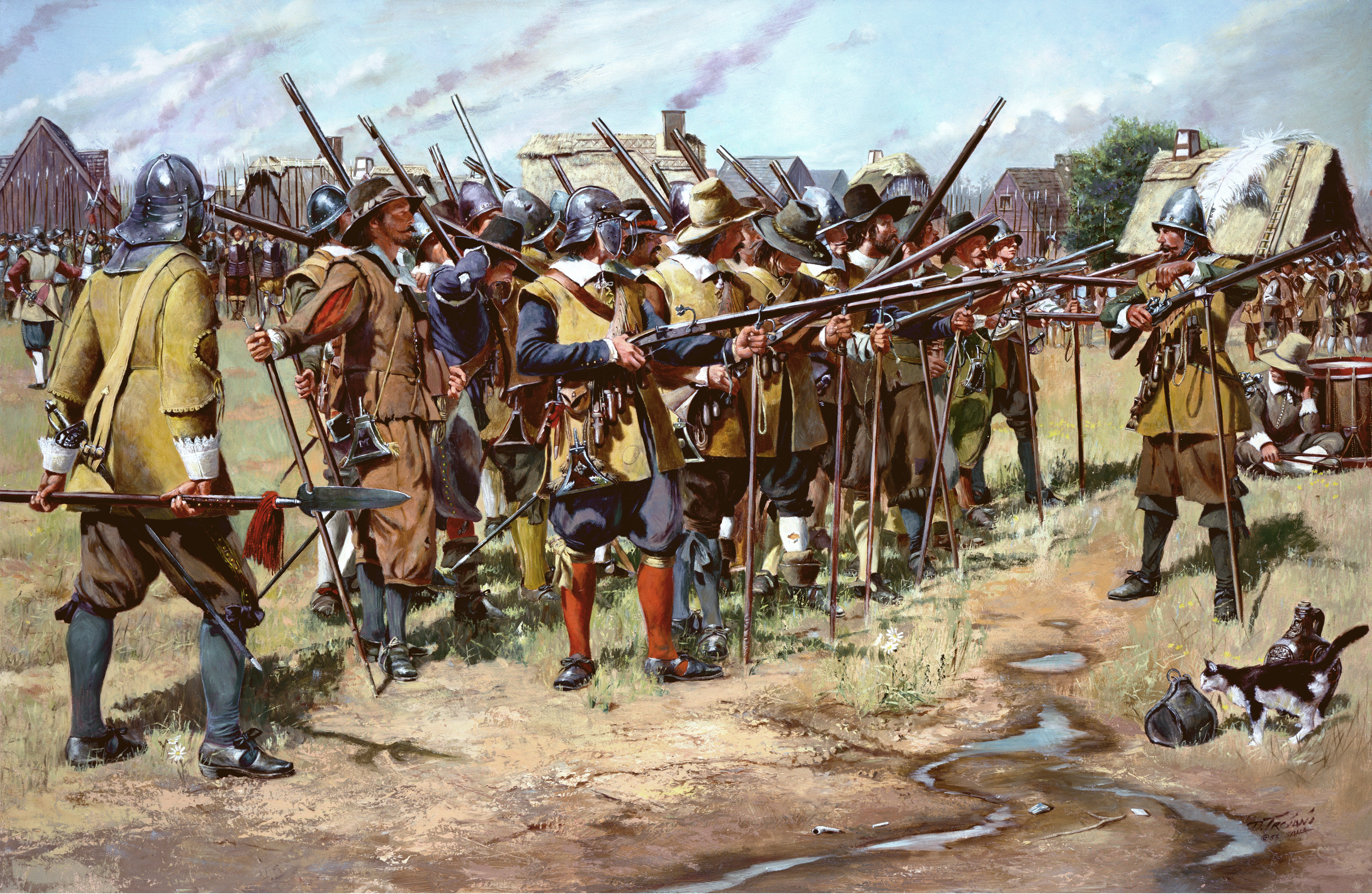
Angielska milicja w amerykańskiej kolonii (XVII w.)

Milicje organizowano już w starożytnej Grecji i  Rzymie. Popularnością cieszyły się także w średniowieczu, zwłaszcza w rozwijających się miastach włoskich i flandryjskich. Z czasem zaczęły tracić na znaczeniu ze względu na popularyzację wojsk najemnych. Mimo to jeszcze w okresie nowożytnym odegrały istotną rolę w szeregu konfliktów jak np. rewolucja amerykańska, powstanie kościuszkowskie, czy francuskie rewolucje z lat 1789, 1848 i 1871 (zob. Gwardia Narodowa). 

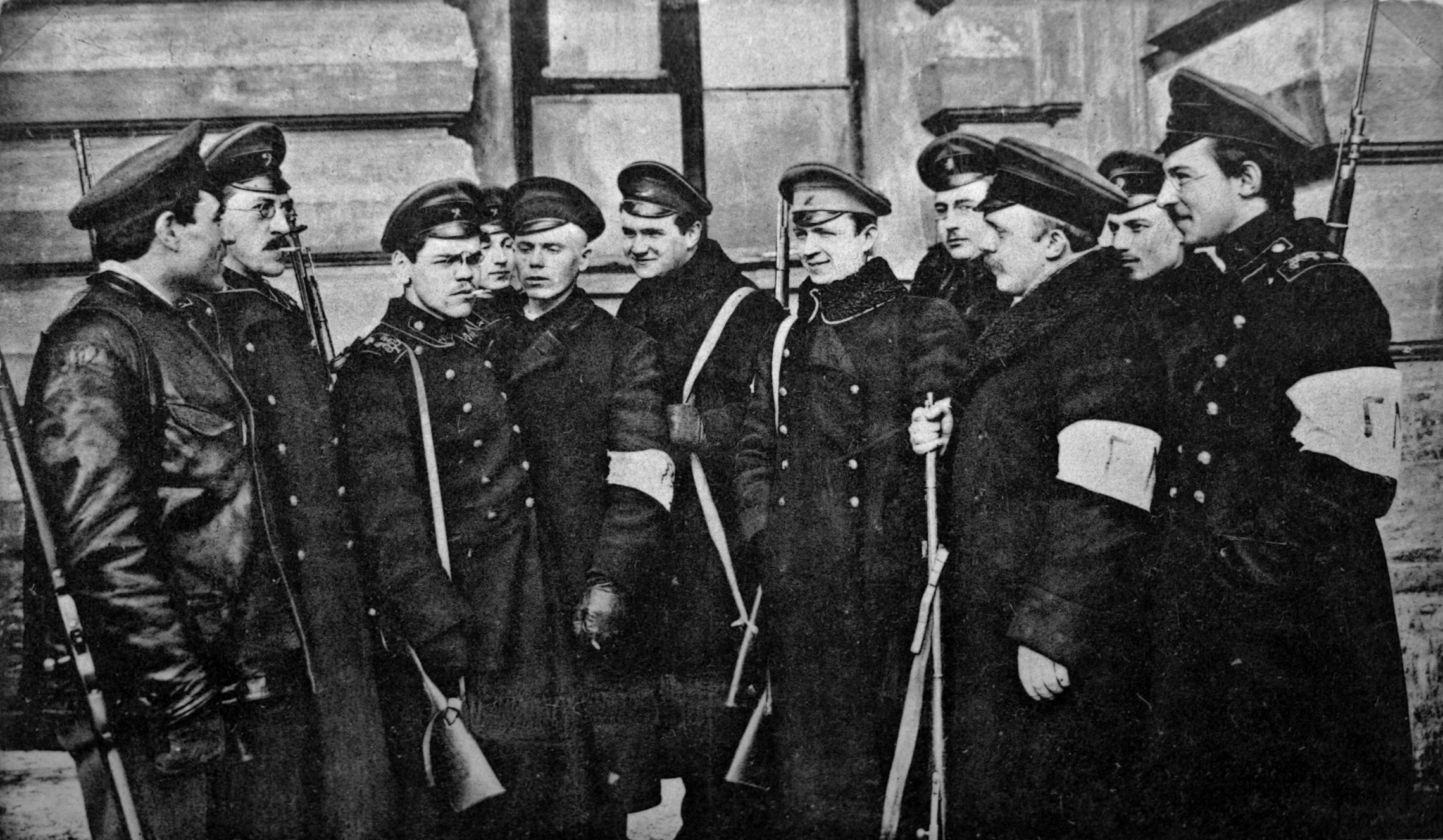
Rosyjscy milicjanci w trakcie rewolucji lutowej (1917)

W XX wieku w postrewolucyjnej Rosji Radzieckiej formowana Armia Czerwona oparta była początkowo na terytorialnych oddziałach milicji, dopiero w ZSRR po reformie z 1925 r. przechodząc na system mieszany (milicyjno-zawodowy). Sytuacja taka trwała aż do 1939 r., kiedy to wprowadzono powszechny obowiązek służby wojskowej. Na większą skalę jednostki milicji formowano jeszcze podczas hiszpańskiej wojny domowej. 
Współcześnie tworzenie oddziałów milicji zostało zmarginalizowane na rzecz obrony terytorialnej, cechującej się dużo większymi możliwościami i wartością bojową.